# Свинчатка (село)
Свинчатка (каз. Свинчатка) — село в Улькен Нарынском районе Восточно-Казахстанской области Казахстана. Входит в состав Улькен Нарынского сельского округа. Находится примерно в 26 км к юго-западу от районного центра, села Улькен Нарын. Код КАТО — 635430500.

## Население
В 1999 году население села составляло 498 человек (327 мужчин и 171 женщина). По данным переписи 2009 года, в селе проживало 130 человек (60 мужчин и 70 женщин).